# Potamogeton pulcher
Potamogeton pulcher är en nateväxtart som beskrevs av Edward Tuckerman. Potamogeton pulcher ingår i släktet natar, och familjen nateväxter. Inga underarter finns listade.